# Jonas Gillberg
Jonas Karl Gillberg, född 6 januari 1894 i Linköping, död 15 februari 1960 i Linköping, var en svensk filmregissör och filmfotograf. Gillberg var ägare till filmbolaget Triofilm i Linköping. År 1914 öppnade han egen ateljé i staden, samtidigt som han var den ende fotografen på Östgöta-Correspondenten.
Jonas Gillberg är begravd på Gamla griftegården i Linköping.

## Filmfoto
- 1913 – Amors pilar eller Kärlek i Höga Norden
- 1913 – Lappens brud eller Dramat i vildmarken